# Syntactus minutus
Syntactus minutus là một loài tò vò trong họ Ichneumonidae.